# 環帶裸胸鱔
環帶裸胸鱔，又稱環帶裸胸鯙，為輻鰭魚綱鰻鱺目鯙亞目鯙科的其中一種，分布於西太平洋的泰國及菲律賓海域，棲息深度可達81公尺，體長可達50.1公分，為底棲性魚類，屬肉食性，生活習性不明。

## 擴展閱讀
維基物種上的相關：環帶裸胸鱔